# Единый день голосования 10 октября 2010 года

Карта региональных выборов 10 октября 2010 года.
Парламентские

В единый день голосования 10 октября 2010 года, согласно данным Центральной избирательной комиссии Российской Федерации, прошло 7869 выборных кампаний различного уровня, включая выборы глав 2519 муниципальных образований и законодательных собраний 6 субъектов федерации и 4932 муниципальных образований. На выборные должности глав местного самоуправления и депутатские мандаты разного уровня претендовали около 109 тысяч кандидатов. 

## Законодательные собрания субъектов федерации
Прошли выборы в законодательные собрания 6 субъектов Российской Федерации:
- Республика Тыва — Верховный Хурал (Парламент) Республики Тыва
- Белгородская область — Белгородская областная Дума
- Костромская область — Костромская областная Дума
- Магаданская область — Магаданская областная Дума
- Новосибирская область — Законодательное Собрание Новосибирской области
- Челябинская область — Законодательное Собрание Челябинской области

### Республика Тыва
Избраны 32 депутата: 16 — по республиканскому избирательному округу и 16 — по одномандатным избирательным округам.
В голосовании приняли участие 112 246 избирателей, что составляет 65,54 процента избирателей, включенных в списки избирателей.
| Партия                          | По единому списку | По единому списку | По единому списку | Мандатов по одномандатным округам | Мандатов всего | % от числа избранных депутатов |
| Партия                          | Подано голосов    | Доля голосов      | Мандатов          | Мандатов по одномандатным округам | Мандатов всего | % от числа избранных депутатов |
| Единая Россия                   | 86 888            | 77,4 %            | 14                | 15                                | 29             | 91 %                           |
| Справедливая Россия             | 11 468            | 10,2 %            | 2                 | -                                 | 2              | 6 %                            |
| Заградительный барьер — 7 % (?) |                   |                   |                   |                                   |                |                                |
| КПРФ                            | 4 996             | 4,6 %             | -                 | -                                 | -              |                                |
| ЛДПР                            | 3 859             | 3,4 %             | -                 | -                                 | -              |                                |
| Патриоты России                 | 1 093             | 1,0 %             | -                 | -                                 | -              |                                |
| самовыдвиженцы                  | -                 | -                 | -                 | 1                                 | 1              | 3 %                            |
| Итого                           | -                 | -                 | 16                | 16                                | 32             | 100 %                          |

### Белгородская область
В Белгородскую областную Думу пятого созыва избрано 35 депутатов, в том числе 18 по единому избирательному округу и 17 по одномандатным избирательным округам. В выборах приняли участие 777 583 избирателя, что составляет 64,71 процента от числа избирателей, включенных в списки избирателей.
| Партия                                       | По единому списку | По единому списку | По единому списку | Мандатов по одномандатным округам | Мандатов всего | % от числа избранных депутатов |
| Партия                                       | Подано голосов    | Доля голосов      | Мандатов          | Мандатов по одномандатным округам | Мандатов всего | % от числа избранных депутатов |
| Единая Россия                                | 514 170           | 66,2 %            | 12                | 17                                | 29             | 83 %                           |
| КПРФ                                         | 137 349           | 17,7 %            | 3                 | -                                 | 3              | 9 %                            |
| ЛДПР                                         | 56 279            | 7,3 %             | 2                 | -                                 | 2              | 6 %                            |
| Заградительный барьер — 7 %                  |                   |                   |                   |                                   |                |                                |
| Справедливая Россия                          | 39 850            | 5,1 %             | 1                 | -                                 | 1              | 3 %                            |
| Барьер для «представительного мандата» — 5 % |                   |                   |                   |                                   |                |                                |
| Патриоты России                              | 8 964             | 1,2 %             | -                 | -                                 | -              |                                |
| Итого                                        | -                 | -                 | 18                | 17                                | 35             | 100 %                          |

### Костромская область
Выборы были признаны состоявшимися и действительными, в них приняло участие (получили избирательные бюллетени) 228 325 избирателей, что составляет 40,27 процента от числа избирателей, включенных в списки избирателей.
В Костромскую областную Думу было избрано 36 депутатов, в том числе: 18 — по одномандатным избирательным округам и 18 — по областному избирательному округу.
| Партия                      | По единому списку | По единому списку | По единому списку | Мандатов по одномандатным округам | Мандатов всего | % от числа избранных депутатов |
| Партия                      | Подано голосов    | Доля голосов      | Мандатов          | Мандатов по одномандатным округам | Мандатов всего | % от числа избранных депутатов |
| Единая Россия               | 114 151           | 50,0 %            | 10                | 16                                | 26             | 72 %                           |
| КПРФ                        | 44 662            | 19,6 %            | 4                 | -                                 | 4              | 11 %                           |
| ЛДПР                        | 33 077            | 14,5 %            | 2                 | -                                 | 2              | 6 %                            |
| Справедливая Россия         | 28 833            | 12,6 %            | 2                 | 1                                 | 3              | 8 %                            |
| Заградительный барьер — 7 % |                   |                   |                   |                                   |                |                                |
| самовыдвиженцы              | -                 | -                 | -                 | 1                                 | 1              | 3 %                            |
| Итого                       | -                 | -                 | 18                | 18                                | 36             | 100 %                          |

### Магаданская область
На выборах депутатов Магаданской областной Думы пятого созыва приняло участие 40,31 % избирателей (по данным на 14.10.2010).
Избран 21 депутат: 11 — по единому избирательному округу и 10 — по одномандатным избирательным округам.
| Партия                      | По единому списку | По единому списку | По единому списку | Мандатов по одномандатным округам | Мандатов всего | % от числа избранных депутатов |
| Партия                      | Подано голосов    | Доля голосов      | Мандатов          | Мандатов по одномандатным округам | Мандатов всего | % от числа избранных депутатов |
| Единая Россия               | 24 104            | 52,8 %            | 7                 | 10                                | 17             | 81 %                           |
| КПРФ                        | 7 696             | 16,0 %            | 2                 | -                                 | 2              | 10 %                           |
| ЛДПР                        | 6 581             | 13,7 %            | 1                 | -                                 | 1              | 5 %                            |
| Справедливая Россия         | 5 414             | 11,2 %            | 1                 | -                                 | 1              | 5 %                            |
| Заградительный барьер — 7 % |                   |                   |                   |                                   |                |                                |
| Патриоты России             | 1 076             | 2,2 %             | -                 | -                                 | -              |                                |
| Правое дело                 | 795               | 1,7 %             | -                 | -                                 | -              |                                |
| Итого                       | -                 | -                 | 11                | 10                                | 21             | 100 %                          |

### Новосибирская область
Избрано 76 депутатов: 38 — по единому областному избирательному округу и 38 — по одномандатным избирательным округам.
В голосовании по одномандатным избирательным округам приняло участие 737 703 человек, что составляет в среднем 35,10 % от числа избирателей, включенных в списки избирателей. В голосовании по единому областному избирательному округу приняло участие 751 458 человек, что составляет в среднем 35,67 % от числа избирателей, включенных в списки избирателей.
| Партия                      | По единому списку | По единому списку | По единому списку | Мандатов по одномандатным округам | Мандатов всего | % от числа избранных депутатов |
| Партия                      | Подано голосов    | Доля голосов      | Мандатов          | Мандатов по одномандатным округам | Мандатов всего | % от числа избранных депутатов |
| Единая Россия               | 336 773           | 44,8 %            | 18                | 30                                | 48             | 63 %                           |
| КПРФ                        | 188 079           | 25,0 %            | 10                | 6                                 | 16             | 21 %                           |
| Справедливая Россия         | 122 070           | 16,2 %            | 6                 | -                                 | 6              | 8 %                            |
| ЛДПР                        | 77 559            | 10,3 %            | 4                 | -                                 | 4              | 5 %                            |
| Заградительный барьер — 7 % |                   |                   |                   |                                   |                |                                |
| самовыдвиженцы              | -                 | -                 | -                 | 2                                 | 2              | 3 %                            |
| Итого                       | -                 | -                 | 38                | 38                                | 76             | 100 %                          |

### Челябинская область
Избрано 60 депутатов: 30 — по единому областному избирательному округу и 30 — по одномандатным избирательным округам.
По данным ЦИК явка избирателей составила 45,7 %.
| Партия                      | По единому списку | По единому списку | По единому списку | Мандатов по одномандатным округам | Мандатов всего | % от числа избранных депутатов |
| Партия                      | Подано голосов    | Доля голосов      | Мандатов          | Мандатов по одномандатным округам | Мандатов всего | % от числа избранных депутатов |
| Единая Россия               | 694 497           | 55,7 %            | 19                | 30                                | 49             | 82 %                           |
| Справедливая Россия         | 182 028           | 14,6 %            | 4                 | -                                 | 4              | 7 %                            |
| КПРФ                        | 147 199           | 11,8 %            | 4                 | -                                 | 4              | 7 %                            |
| ЛДПР                        | 114 126           | 9,2 %             | 3                 | -                                 | 3              | 5 %                            |
| Заградительный барьер — 7 % |                   |                   |                   |                                   |                |                                |
| Яблоко                      | 31 558            | 2,5 %             | -                 | -                                 | -              |                                |
| Патриоты России             | 18 951            | 1,5 %             | -                 | -                                 | -              |                                |
| Правое дело                 | 15 015            | 1,2 %             | -                 | -                                 | -              |                                |
| Итого                       | -                 | -                 | 30                | 30                                | 60             | 100 %                          |

## Муниципальные образования

### Казань
Основная статья: Выборы депутатов Казанской городской Думы (2010)

### Удмуртская Республика

#### Ижевск
Избирались все 42 депутата Городской Думы города Ижевска пятого созыва: 21 по партийным спискам и 21 по одномандатным округам.

#### Воткинск
Избирались все 25 депутатов Воткинской городской Думы пятого созыва: 13 по партийным спискам и 12 по одномандатным округам.

#### Глазов
Избирались все 26 депутатов Глазовской городской Думы пятого созыва: 13 по партийным спискам и 13 по одномандатным округам. Глазов — единственный город республики, в котором по муниципальным спискам победила партия КПРФ, набравшая 39,5 %. Партия «Единая Россия» набрала 33,5 %, ЛДПР — 16 %, «Справедливая Россия» — 6 %.

#### Можга
Избирались все 26 депутатов Городской Думы муниципального образования «Город Можга» пятого созыва: 13 по партийным спискам и 13 по одномандатным округам.

#### Сарапул
Избирались все 28 депутатов Сарапульской городской Думы пятого созыва: 14 по партийным спискам и 14 по одномандатным округам.